# Guaraguao (Ponce)
Guaraguao es un barrio ubicado en el municipio de Ponce en el estado libre asociado de Puerto Rico. En el Censo de 2010 tenía una población de 1117 habitantes y una densidad poblacional de 104,5 personas por km².

## Geografía
Guaraguao se encuentra ubicado en las coordenadas 18°7′22″N 66°40′16″O / 18.12278, -66.67111. Según la Oficina del Censo de los Estados Unidos, Guaraguao tiene una superficie total de 10.69 km², que corresponden a tierra firme.

## Demografía
Según el censo de 2010, había 1117 personas residiendo en Guaraguao. La densidad de población era de 104,5 hab./km². De los 1117 habitantes, Guaraguao estaba compuesto por el 89.08% blancos, el 4.39% eran afroamericanos, el 0.09% eran asiáticos, el 3.76% eran de otras razas y el 2.69% pertenecían a dos o más razas. Del total de la población el 99.28% eran hispanos o latinos de cualquier raza.